# Liste der Mitglieder des Landtages des Saarlandes (2. Wahlperiode)

Sitzverteilung während der 2. Legislaturperiode

Diese Liste gibt einen Überblick über die Mitglieder des Landtags des Saarlandes der 2. Wahlperiode (1952–1955). Der zweite Landtag konstituierte sich am 15. Dezember 1952. Nach der Ablehnung des Saarstatuts im Oktober 1955 wurde er vorzeitig aufgelöst.

## Zusammensetzung
Nach der Wahl vom 30. November 1952 setzten sich die 50 Mandate des Landtages wie folgt zusammen:
| Fraktion                                        | Sitze (Beginn der Legislaturperiode) | Sitze (Ende der Legislaturperiode) |
| ----------------------------------------------- | ------------------------------------ | ---------------------------------- |
| Christliche Volkspartei des Saarlandes (CVP)    | 29                                   | 29                                 |
| Sozialdemokratische Partei des Saarlandes (SPS) | 17                                   | 17                                 |
| fraktionslos                                    | 4                                    | 4                                  |

Die Kommunistische Partei (KP) konnte zwar mit vier Sitzen in den Landtag einziehen, allerdings beschlossen CVP und SPS, die Mindestfraktionsstärke auf 10 % (fünf Sitze) zu erhöhen, wodurch die KP keinen Fraktionsstatus erhielt.

## Präsidium
PräsidentPeter Zimmer (SPS)
1. VizepräsidentKarl Germann (CVP)
2. VizepräsidentAlfons Dawo (CVP)
1. SchriftführerRudolf Trenz (CVP)
2. SchriftführerAlfred Dohm (SPS)

## Fraktionsvorsitzende
CVP-FraktionJosef Kurtz
SPS-FraktionLuise Mössinger-Schiffgens, bis 1. Dezember 1954
Ernst Kunkel, ab 4. Januar 1955

## Vertreter in der Gemeinsame Versammlung EGKS 1952 bis 1955
Der Landtag wählte drei der französischen Mitglieder in der Gemeinsame Versammlung der EGKS, einen Vorgänger des Europaparlaments. Dies waren:
- Josef Kurtz (CVP)
- Erwin Müller (CVP)
- Heinz Braun (SPS)

## Abgeordnete
| Mitglied des Landtages     | Lebens- daten | Partei | Wahlkreis   | Anmerkungen                                |
| -------------------------- | ------------- | ------ | ----------- | ------------------------------------------ |
| Karl Albrecht              | 1889          | CVP    | Neunkirchen |                                            |
| Alois Backes               | 1908          | CVP    | Neunkirchen |                                            |
| Albert Becker              | 1915          | SPS    | Neunkirchen |                                            |
| Alois Biesel               | 1898          | CVP    | Saarlouis   |                                            |
| Josef Born                 | 1904–1987     | KP     | Neunkirchen |                                            |
| Heinz Braun                | 1888–1962     | SPS    | Saarlouis   |                                            |
| Wilhelm Cullmann           | 1887–1959     | SPS    | Neunkirchen |                                            |
| Alfons Dawo                | 1895–1968     | CVP    | Neunkirchen |                                            |
| Alfred Dohm                | 1922–1982     | SPS    | Neunkirchen |                                            |
| Johann Doninger            | 1910          | CVP    | Saarbrücken | nachgerückt für Franz Singer               |
| Jakob Feller               | 1917–2015     | CVP    | Neunkirchen |                                            |
| Jakob Fuchs                | 1891–1969     | CVP    | Neunkirchen |                                            |
| Irmgard Fuest              | 1903–1980     | CVP    | Neunkirchen |                                            |
| Ludwig Geraldy             | 1887–1953     | CVP    | Saarlouis   | † 14. März 1953                            |
| Karl Germann               | 1877–1958     | CVP    | Neunkirchen |                                            |
| Franz Gier                 | 1903–1963     | CVP    | Saarlouis   | nachgerückt für Ludwig Geraldy             |
| Peter Groß                 | 1902–1976     | SPS    | Saarlouis   |                                            |
| Ludwig Habelitz            | 1889–1970     | CVP    | Saarbrücken |                                            |
| Edgar Hector               | 1911–1989     | CVP    | Saarlouis   |                                            |
| Klaus Heinz                | 1920          | SPS    | Saarbrücken |                                            |
| Jakob Hoffmann             | 1895          | SPS    | Saarbrücken | nachgerückt für Luise Mössinger-Schiffgens |
| Johannes Hoffmann          | 1890–1967     | CVP    | Neunkirchen |                                            |
| Paul Kärcher               | 1901–1970     | KP     | Neunkirchen | Mandat nicht angenommen                    |
| Otmar Kessler              | 1924–1989     | CVP    | Saarbrücken |                                            |
| Richard Kirn               | 1902–1988     | SPS    | Neunkirchen |                                            |
| Johann Klein               | 1902–1976     | CVP    | Neunkirchen |                                            |
| Alois Körner               | 1903          | KP     | Saarbrücken |                                            |
| Ernst Kunkel               | 1908–1984     | SPS    | Saarbrücken |                                            |
| Josef Kurtz                | 1903–1970     | CVP    | Saarlouis   |                                            |
| Auguste Lauer              | 1894–1980     | CVP    | Saarbrücken |                                            |
| Emil Lehnen                | 1915–1984     | CVP    | Saarlouis   |                                            |
| Klaus Loth                 | 1895          | CVP    | Saarbrücken |                                            |
| Anton Merziger             | 1887–1956     | CVP    | Saarlouis   |                                            |
| Luise Mössinger-Schiffgens | 1892–1954     | SPS    | Saarbrücken | † 1. Dezember 1954                         |
| Erwin Müller               | 1906–1968     | CVP    | Saarbrücken |                                            |
| Hermann Petri              | 1883–1957     | SPS    | Neunkirchen |                                            |
| Richard Rauch              | 1897–1977     | SPS    | Saarbrücken |                                            |
| Hans Ruffing               | 1897–1979     | CVP    | Saarlouis   |                                            |
| Franz Ruland               | 1901–1964     | CVP    | Neunkirchen |                                            |
| Fritz Savioli              | 1905–1994     | SPS    | Saarlouis   |                                            |
| Franz Schneider            | 1920–1985     | CVP    | Saarlouis   |                                            |
| Franz Singer               | 1898–1953     | CVP    | Saarbrücken | † 22. Juni 1953                            |
| Hans Stein                 | 1897          | CVP    | Saarbrücken |                                            |
| Sebastian Theis            | 1888–1973     | SPS    | Saarbrücken |                                            |
| Rudolf Trenz               | 1882–1966     | CVP    | Saarbrücken |                                            |
| Hermann Wahrheit           | 1900–1981     | CVP    | Neunkirchen |                                            |
| Erich Walch                | 1920–2008     | KP     | Neunkirchen | nachgerückt für Paul Kärcher               |
| Emil Weber                 | 1907          | CVP    | Saarbrücken |                                            |
| Emil Weiten                | 1907–1993     | CVP    | Saarlouis   |                                            |
| Fritz Westermann           | 1893–1973     | SPS    | Saarbrücken |                                            |
| Josef Weyand               | 1899          | SPS    | Saarlouis   |                                            |
| Oswald Weyrich             | 1910–1970     | KP     | Saarbrücken |                                            |
| Peter Zimmer               | 1887–1970     | SPS    | Saarbrücken |                                            |
| Walter Zimmer              | 1898–1975     | SPS    | Neunkirchen |                                            |